# Kelly Kelly
För bikinimodellen och wrestlingdivan med artistnamnet Kelly Kelly, se Barbie Blank.
Kelly Kelly är en TV-serie (sitcom) från 1998 med Shelley Long i den kvinnliga huvudrollen. Hon spelar akademikern Kelly, som blir blixtkär i brandmannen Doug Kelly och gifter sig med honom.